# Coppa del Generalissimo 1942
La Copa del Generalísimo 1942 fu la 38ª edizione della Coppa di Spagna. Il torneo iniziò il 26 aprile e si concluse il 21 giugno 1942. La finale si disputò allo Stadio Chamartín di Madrid che vide il nono successo del Barcellona.

## Squadre partecipanti

### Primera División

#### 14 squadre
| - Athletic Bilbao - Atlético Madrid - Barcellona - Castellón - Celta Vigo | - Deportivo La Coruña - Espanyol - Granada - Hércules - Real Madrid | - Real Oviedo - Real Sociedad - Siviglia - Valencia |

### Torneo promozione in Primera División

#### 6 squadre
| - Real Betis - Real Murcia - Real Saragozza | - Sabadell - Salamanca UDS - Sporting Gijón |

### Torneo promozione in Segunda División

#### 12 squadre
| - Arenas Getxo - Ceuta - Leonesa - Elche - Ferroviaria - Levante | - CD Logroñés - Malaga - Osasuna - Terrassa - Real Valladolid - Xerez FC |

## Primo turno
|                 | Risultato |                     | Andata | Ritorno | Spareggio     |  |
| --------------- | --------- | ------------------- | ------ | ------- | ------------- |  |
| Real Valladolid | 4 - 3     | Celta Vigo          | 4 - 0  | 0 - 3   |               |  |
| Sporting Gijón  | 4 - 4     | Real Oviedo         | 3 - 1  | 1 - 3   | 1 - 2         |  |
| Leonesa         | 0 - 1     | Deportivo La Coruña | 0 - 1  | 0 - 0   |               |  |
| Arenas Getxo    | 2 - 2     | Real Sociedad       | 2 - 1  | 0 - 1   | 1 - 1 / 1 - 7 |  |
| CD Logroñés     | 2 - 8     | Athletic Bilbao     | 1 - 0  | 1 - 8   |               |  |
| Osasuna         | 1 - 1     | Real Saragozza      | 1 - 1  | 0 - 0   | 2 - 4         |  |
| Terrassa        | 2 - 5     | Barcellona          | 2 - 1  | 0 - 4   |               |  |
| Espanyol        | 5 - 3     | Sabadell            | 3 - 1  | 2 - 2   |               |  |
| Levante         | 2 - 6     | Castellón           | 2 - 1  | 0 - 5   |               |  |
| Elche           | 2 - 6     | Valencia            | 1 - 4  | 1 - 2   |               |  |
| Real Murcia     | 3 - 2     | Hércules            | 1 - 1  | 2 - 1   |               |  |
| Ferroviaria     | 2 - 7     | Real Madrid         | 1 - 3  | 1 - 4   |               |  |
| Salamanca UDS   | 2 - 6     | Atlético Madrid     | 1 - 0  | 1 - 6   |               |  |
| Real Betis      | 3 - 5     | Xerez FC            | 2 - 2  | 1 - 3   |               |  |
| Malaga          | 3 - 6     | Granada             | 2 - 4  | 1 - 2   |               |  |
| Ceuta           | 4 - 6     | Siviglia            | 3 - 2  | 1 - 4   |               |  |

## Ottavi di finale
|                 | Risultato |                     | Andata | Ritorno | Spareggio |  |
| --------------- | --------- | ------------------- | ------ | ------- | --------- |  |
| Atlético Madrid | 2 - 0     | Deportivo La Coruña | 2 - 0  | 0 - 0   |           |  |
| Castellón       | 2 - 2     | Real Madrid         | 1 - 0  | 1 - 2   | 0 - 1     |  |
| Espanyol        | 4 - 3     | Real Saragozza      | 2 - 0  | 2 - 3   |           |  |
| Valencia        | 11 - 3    | Real Sociedad       | 6 - 1  | 5 - 2   |           |  |
| Siviglia        | 1 - 5     | Barcellona          | 1 - 2  | 0 - 3   |           |  |
| Athletic Bilbao | 8 - 2     | Xerez FC            | 6 - 0  | 2 - 2   |           |  |
| Real Oviedo     | 1 - 5     | Granada             | 1 - 1  | 0 - 4   |           |  |
| Real Murcia     | 4 - 4     | Real Valladolid     | 3 - 0  | 1 - 4   | 1 - 3     |  |

## Quarti di finale
|                 | Risultato |                 | Andata | Ritorno | Spareggio |  |
| --------------- | --------- | --------------- | ------ | ------- | --------- |  |
| Real Madrid     | 3 - 3     | Athletic Bilbao | 2 - 1  | 1 - 2   | 1 - 2     |  |
| Real Valladolid | 6 - 5     | Atlético Madrid | 3 - 3  | 3 - 2   |           |  |
| Espanyol        | 4 - 6     | Barcellona      | 2 - 3  | 2 - 3   |           |  |
| Granada         | 3 - 6     | Valencia        | 3 - 1  | 0 - 5   |           |  |

## Semifinali
|                 | Risultato |                 | Andata | Ritorno |  |
| --------------- | --------- | --------------- | ------ | ------- |  |
| Valencia        | 3 - 5     | Barcellona      | 1 - 2  | 2 - 3   |  |
| Athletic Bilbao | 6 - 4     | Real Valladolid | 6 - 1  | 0 - 3   |  |

## Finale
| Arbitro: | Ocaña |

|                                |           |                                  |
| Escolá 20’ 59’ Martín 51’ 101’ | Marcatori | 29’ Iriondo 79’ Elices 81’ Zarra |